# بطولة تونس لألعاب القوى 1964
بطولة تونس لألعاب القوى 1964 هو الدورة 9 من بطولة تونس لألعاب القوى.

فاز بهذا الموسم الشرقية.

## روابط خارجية
- الموقع الرسمي للجامعة التونسية لألعاب القوى.